# Соколов, Михаил Егорович
Михаил Егорович Соколов (24 января 1923, дер. Белоусово, Смоленская губерния — 11 ноября 1993, Краснодар) — командир эскадрильи 810-го штурмового авиационного полка (225-й штурмовой Рижской авиационной дивизии, 15-й воздушной армии, 2-го Прибалтийского фронта), майор. Герой Советского Союза.

## Биография
Родился 24 января 1923 года в деревне Белоусово Бельского уезда в семье крестьянина. Русский. Окончил 8 классов в городе Нелидово и аэроклуб в городе Ржев.
В Красной Армии с 1940 года. В 1942 году окончил Ворошиловградскую военную авиационную школу пилотов. В действующей армии с ноября 1942 года.
В составе 810-го штурмового авиационного полка лётчик-штурмовик Соколов прошёл путь от рядового пилота до командира эскадрильи. Всю войну он пролетал на штурмовике, был первоклассным мастером вождения самолёта, бесстрашным в бою, умело выходил из самых затруднительных положений. Семь раз Ил-2 Соколова получал тяжёлые повреждения, но пилот неизменно приводил израненную машину на аэродром. Дважды ему приходилось приземляться в нейтральной зоне, гитлеровцы пытались захватить его, но он ускользал от них и вновь вставал в строй. В 1944 году окончил Высшие офицерские авиационные курсы штурманов. Член ВКП(б)/КПСС с 1944 года.
19 июля 1944 года восьмерка «илов» наносила удар по скоплению танков в районе Моховая и Становая. Штурмовики повстречали 12 «юнкерсов». Соколов первым кинулся в бой и пулемётно-пушечным огнём подбил одного «Юнкерса». Тогда же во время атаки наземной цели Ил-2 Соколова был подбит зенитным огнём и отстал от группы. Соколов отбил атаку двух истребителей и посадил машину на нейтральной полосе. Под миномётно-артиллерийским обстрелом пилот вытащил из самолёта тяжело раненого стрелка и 2 километра нёс его к перевязочному пункту.
К февралю 1945 года командир эскадрильи майор Соколов совершил 171 боевой вылет на штурмовку скоплений живой силы и техники противника и был представлен к геройскому званию.
В апреле 1945 года майор Соколов спас в воздушном бою командира полка. Когда командир выходил из атаки, его атаковали вражеские истребители. Приготовившийся к атаке наземной цели Соколов быстро сменил курс и сбил «мессершмитт». Командир полка, хотя его самолёт и получил несколько пробоин, продолжал руководить боем.
Всего к концу войны Соколов совершил 198 боевых вылетов, сбил три и на аэродромах сжёг 12 самолётов противника, подбил 18 танков, уничтожил около 60 автомашин, 16 орудий и миномётов, пять паровозов, 20 железнодорожных вагонов, взорвал четыре склада с боеприпасами и горючим.
Указом Президиума Верховного Совета СССР от 18 августа 1945 года за образцовое выполнение заданий командования и проявленные мужество и героизм в боях с немецко-фашистскими захватчиками майору Соколову Михаилу Егоровичу присвоено звание Героя Советского Союза с вручением ордена Ленина и медали «Золотая Звезда».
После войны продолжал службу в армии. В 1955 году окончил Военный институт иностранных языков. С 1962 года полковник М. Е. Соколов — в запасе.
Жил в городе Краснодар. Работал в производственном объединении «Краснодаркрайобувьсбыт». Умер 11 ноября 1993 года. Похоронен на Славянском кладбище в Краснодаре.
Награждён орденом Ленина, 3 орденами Красного Знамени, орденом Кутузова 3-й степени, 2 орденами Александра Невского, 2 орденами Отечественной войны 1-й степени, 2 орденами Красной Звезды, медалями.
Его имя носила школа в городе Резекне.